# 버터 나이프

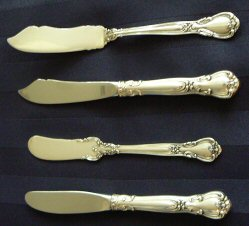
4가지 종류의 버터 나이프

버터 나이프(영어: Butter knife)는 버터 같은 유제품을 자르거나, 잼을 빵에 발라 먹을 때 사용하는 식기이다. 주로 서양에서 사용된다.

## 같이 보기
- 테이블 나이프